# Nooit Gedacht (schip, 1904)
De NOOIT GEDACHT is een Nederlandse pakschuit.
Het schip werd in 1904 gebouwd bij scheepswerf Van Dam in Overschie voor schipper W.H. Schram uit Schiedam. Voor de den van het schip zijn wegneembare houten luikjes gebruikt, waardoor het schip gemakkelijker kon worden geladen. Het ruim van het schip kon ook worden gebruikt voor het vervoer van passagiers in de tweede klasse, de roef voor die in de eerste klasse.
De voortstuwing is een 18 pk Van Rennes-verbrandingsmotor met liggende cilinder. De huidige identieke motor komt van het Scheepvaartmuseum Amsterdam. Het is een zeer zeldzame liggende Van Rennes 18 pk petroleummotor uit hetzelfde bouwjaar als de Nooit Gedacht. Voor de zekerheid dat het schip ook nog goed te jagen zou zijn werd ook nog een mast geplaatst.
Na de bouw werd het tot 1912 gebruikt als beurtveer op Het Gooi (via Rotterdam, Delft en Leiden) en bevoer het schip de Zuid-Hollandse wateren. Rond 1914 werd het schip verkocht en voer het in hetzelfde vaargebied onder de naam TOERIST nog vele jaren voor Gerrit van der Well in Delft, mede eigenaar van de latere N.V. Vereenigde Delftsche Pakschuitdiensten Balhuizen en van der Well.
Uiteindelijk werd het voor de wal gelegd en ging het als woonboot MON DESIR fungeren. Het schip moest wijken voor nieuwbouw en werd in 2003 ontdekt door liefhebbers van varend erfgoed. Het kon in 2007 door een stichting worden overgenomen. Na de restauratie wordt het schip gebruikt voor rondvaarten en thematochten.
Om veilig te kunnen blijven varen moet het schip wel met de tijd mee. In 2016 werd een automatisch brandblussysteem ingebouwd, in 2017 een AIS-transponder.

## Liggers Scheepmetingsdienst
| Meetnummer      | District en volgnr. | Meetdatum       | Meetplaats    | Lengte [m] | Breedte [m] | Inzinking [m] | Waterverplaatsing [ton] | Naam          | Eigenaar        | Domicilie |
| --------------- | ------------------- | --------------- | ------------- | ---------- | ----------- | ------------- | ----------------------- | ------------- | --------------- | --------- |
| H604N           | ‘s-Gravenhage 604   | 6 april 1904    | ’s-Gravenhage | 19 m 40 cm | 3 m 40 cm   | –             | 30,750 ton              | NOOIT GEDACHT | W.H. Schram     | Schiedam  |
| Hermeting       |                     | 11 oktober 1910 | Vrijenban     |            |             |               |                         |               |                 |           |
| Hermeting       |                     | 8 maart 1918    | Delft         |            |             |               |                         |               |                 |           |
| Andere naam     |                     |                 |               |            |             |               |                         | TOERIST       |                 |           |
| Andere eigenaar |                     |                 |               |            |             |               |                         |               | G. van der Well | Delft     |